# NANA
Nana (яп. ナナ) — японська дзьосей-манґа, створена Ядзавою Ай. Після успіху манґи на її основі було зроблене аніме та два повнометражні фільми. Перші дванадцять частин манґи були продані рекордною кількістю у 22 мільйони примірників. У 2005, було продано 34.5 мільйонів примірників. Нана — одна з найпопулярніших у світі манґ, вона посідає четверте місце у світовому рейтингу за кількістю проданих примірників.
Назва манґи походить від імен двох головних героїнь. Осакі Нана та Комацу Нана — дві абсолютно несхожі дівчини, які випадково знайомляться у поїзді до Токіо. Комацу Нана їде з маленького міста, прагнучи в Токіо здійснити свої дівочі мрії. Осакі Нана хоче прославитися разом зі своїм гуртом «Black Stones» («Чорне Каміння»), скорочено «Бласт». Попри майже протилежні характери, випадкові супутниці стають неймовірно близькими подругами.
Випуск манґи завершився в серпні 2007 року. Однойменний фільм був представлений 3 вересня 2005 року, і здобув шалений успіх. Друга частина стрічки вийшла 9 грудня 2006. Прем'єра аніме відбулася 5 квітня 2006. 2003 року, манґа здобула нагороду у жанрі сьодзьо під назвою Shogakukan Manga Award.

## Сюжет
Нана Осакі — молода співачка, котра прагне добитися успіху разом зі своїм панк-гуртом «Black Stones» (або ж «Бласт»). Раніше з ними грав її хлопець Рен, гурт виступав у їхньому рідному містечку. Однак, після того як Рен переїхав до Токіо, щоб дебютувати з іншою, популярнішою групою, Нана вирішила розійтися з ним і самостійно добиватися успіху як рок-зірка.
Залишившись у рідному місті з ішими членами «Бласту», ще кілька років вони разом наполегливо працювали. Досягнувши неабиякої місцевої популярності та практично професійного звучання, на власне двадцятиріччя Нана вирушає у Токіо, щоби врешті-решт стати відомою співачкою.
Нана Комацу, ще одна Нана, вирушає у Токіо з іншої причини. Пропрацювавши рік у її рідному місті, у свої двадцять вона назбирала достатньо грошей, щоб переїхати в Токіо до свого хлопця. Осакі Нана називає дівчину Хачі («Хачіко» — відомий песик у Японії) через її поведінку, що нагадує надокучливого та галасливого песика. Згодом це прізвисько підхоплюють інші. Через звичку постійно закохуватися із першого погляду, Хачі завжди залежала від інших людей, кожного разу потребувала їхньої допомоги. Після того, як її друзі та хлопець переїхали до Токіо щоб втілити власні мрії, Хачі, що завжди мріяла хіба що про шлюб, вирішує слідувати за ними, але для того щоб нарешті стати самостійною.
Нана та Хачі випадково зустрічаються у поїзді, обидві на шляху до Токіо. Завдяки збігу обставин, дівчата починають жити разом у квартирі 707. Попри різні характери, Хачі та Нана поважають та цінують одна одну. Згодом дівчата стають найкращими подругами і допомагають одна одній у скрутних ситуаціях.

## Персонажі

### Головні герої
Нана Осакі — справжня панк-принцеса. У неї твердий характер та величезна сила волі. Нана жорсткувата та рідко зближується з людьми. Однак за цієї кам'яною маскою вона приховує свої справжні почуття та власний біль. Нана має звичку «колекціонувати» дорогих їй людей, та ніколи не відпускати їх. Завдяки життю з Хачі та її підтримці, Нана починає радіти життю і добивається жаданого успіху із Бластом.
Нана Комацу, «Хачі» — повна протилежність Осакі. Вона дуже дитяча, непостійна та беззахисна. Хачі не вміє контролювати власні почуття, а ще вона дуже марнотратна. Часто але невдало закохуючись, Хачі зневірилася у коханні. Життя з Нана вчить Хачі бути самостійною, вирішувати власні проблеми та піклуватись про інших.

### Бласт
Нобу Терашіма — гітарист Бласту. Він був єдиним другом Нани ще з середньої школи. Він захопився музикою з першого дня у середній школі, побачивши виступ шкільної групи з Реном. Був палким шанувальником гурту «Бруто», в якому грали Рен і Ясу. Він же познайомив Нану з Реном. Згодом, він приєднався до їхнього гурту, а солісткою запропонували стати Нані. Новоутворений гурт назвали «Бласт». Після від'їзду Рена, вони грали з басистами з інших груп, але не могли знайти постійного, адже хотіли грати лише з Реном. Нобу завжди мріяв стати музикантом та заробляти на життя лише музикою, попри те, що він — син заможних батьків і міг би просто успадкувати їх бізнес та жити-нетужити, усі оточуючі відмовляють його від кар'єри музиканта. Він вирушає у слід за Наною в Токіо. Нобу дуже добрий та повністю відданий своїй музиці. Він завжди захищає Хачі і згодом освідчується їй у коханні.
Шинічі Оказакі — бас-гітарист Бласту, якого відшукала Хачі. Палкий шанувальник Рена. Йому лише п'ятнадцять, тож він бреше про свій вік, щоби дістати місце у гурті. Нана походжується взяти його, адже його стиль гри дуже схожий на його кумира, але просить перевершити Рена. У Шіна дуже холодні і відсторонені відносини з домашніми, тож згодом він втікає з дому і починає заробляти на життя проституцією. Доля зводить його З Рейрою, в яку він вперше в житті закохується, але вона вокаліста Трапнесту і старша за нього на 7 років.
Ясу Такагі — барабанщик і лідер Бласту, що паралельно працює адвокатом. Нана каже, що Ясу завжди піклується про інших. Саме Ясу займається «розкруткою» гурту на шляху до популярності. Ясу — колишній хлопець Рейри. До 9 років він ріс разом з Реном у дитбудинку, тож вони майже як брати.

### Трапнест
Рен Хонджо — гітарист «Трапнест». Також колишній бас-гітарист «Бласту» та хлопець Нани. Рен тяжко переживає розрив із Наною, а також свою «зраду» колишньої групи.
Рейра Серізава — солістка Трапнесту. Насправді вона лише наполовину японка, її батько американець, але він помер коли їй було 6 років і вона повинна приховути своє походження заради репутації гурту. Її назвали Лейла, бо її батьку подобалась «Лейла» Еріка Клептона. За словами Рейри, вона дуже самотня та почувається нікому непотрібною. З дитинства була закохана в Такумі, але він ніколи не відповідав на її почуття взаємністю. Згодом Рейра знайомиться Шіном та проводить з ним багато часу, що допомагає їй «заповнити порожнечу усередині» і закохується в нього.
Такумі Ічіносе — бас-гітарист Трапнесту, відомий ловелас. Хоча в нього завжди багато дівчат, ніхто з них ніколи не виявляв бажання мати з ним серйозні тривалі стосунки, тож він почувається самотнім. Хачі зі своєю дитячою наївністю та відкритістю дуже відрізняється від дівчат, з якими він зустрічався, з нею йому затишно, тож він намагається ввідстояти її. Старий знайомий Ясу. Він знає про почуття Рейри до нього, однак ігнорує їх. В нього було важке дитинство, він рано подорослішав і Рейра для нього лише як молодша сестра, про якою потрібно постійно піклуватись.
Наокі Фуджіеда — барабанщик Трапнесту, відомий своєю балакучістю, гарною зовнішністю, блондинистим волоссям та любов'ю до глем-року. Вчився в одній школі з Такумі, Рейрою та Ясу. Має легкий характер, став музикантом бо любить бути популярним, близько до серця сприймає ідеологію Такумі щодо гурту.

### Друзі Хачі
Шьодзі Ендо — хлопець Хачі, через якого вона переїхала у Токіо. Спершу він мріє одружитися з нею, однак згодом його почуття до неї згасають. Зрадивши Хачі, він розбиває їй серце.
Джунко Саотоме — найкраща подруга Хачі, яка завжди підтримувала її ще зі шкільних років. Згодом вона переїжджає у Токіо, щоб вчитись на художника. Джун живе з Кьоске. Часто сварить і виховує Хачі, як сувора мама, коли та влізає в нову халепу, але завжди готова вислухати (навіть о 3-ій годині ночі) і допомогти.
Кьоске Такакура — хлопець Джун, друг Сьодзі. Він часто дає поради про те, як поводитися із Хачі, а також намагається помирити цю пару. Завжди підбадьорює Хачі, як дбайливий тато.
Персонажі «Нана» мають складні особистості та власні історії, які часто пересікаються одна з одною. Важливість усіх героїв росте у манзі, сюжет розкриває багато драматичних злетів і падінь. Дві головні героїні, Нана і Хачі, багато допомагають одна одній, розповідаючи про власні почуття та переживання.

## Фільм перший

Фільм перший

Перший фільм «Нана» вийшов 3 вересня 2005 року. Перша частина розповідає історію Нани, друга — Хачі. Головні ролі зіграли Міка Накашіма (Нана Осакі) та Аой Міязакі (Нана Комацу — Хачі). 3 березня 2006 року фільм вийшов і на DVD. У Японії фільм здобув чималого успіху, заробивши більше ніж 4 мільярди єн. Стрічка трималася у десятці найкращих фільмів протягом декількох тижнів.

### Акторський склад
- Нана Осакі: Міка Накашіма
- Нана Комацу (Хачі): Аой Міязакі.

### Саундтреки
Окрім шаленої популярності, принесеної фільмом акторам, також вдалося здобути славу завдяки саундтрекам до стрічки. Міка Накашіма виконала пісню «Glamorous Sky» («Гламурне небо») у ролі Нани, що підійняло її на вершину власної кар'єри. Співак Hyde написав музику, Язава Ай написала слова. Пісня стала першою композицією Міки, яка посіла перше місце у чарті «Oricon».
Фільм також допоміг ще одній акторці, Юні Іто, котра зіграла роль Рейри. Вона дебютувала із піснею «Endless Story», («Безкінечна історія»), у ролі Рейри. Композиція посіла друге місце у чарті «Oricon», одразу після пісні Накашіми. Це зробило Юну Іто одною із найуспішніших молодих співачок 2005.

## Фільм другий
«Нана 2», друга стрічка, вийшла у Японії 9 грудня 2006 року. Юй Ічікава зіграла роль Хачі, однак решта акторського складу залишилася практично без змін.
Міка Накашіма (під іменем Нана) та Юна Іто (під іменем Рейри) випустили дві нові композиції.
Фільм, однак, не здобув хороших відгуків, та провалився у прокаті, отримавши чимало критики та розчарувавши шанувальників.
Міжнародна прем'єра фільму відбулася 15 грудня, 2006 у Нью-Йорку, США. Міка Накашіма та Юй Ічікава були присутні на презентації.

### Акторський склад
- Нана Комацу (Хачі): Юй Ічікава
- Нана Осакі: Міка Накашіма
- Рен Хонджо: Нобуо Кюйо
- Такумі Ічінозе: Тецуї Тама яма
- Шін Оказакі — Конго Каната
- Нобу Терашіма — Хірокі Нарімія
- Рейра Серізава: Юна Іто.

### Саундтреки
Саудтреки до другої стрічки не принесли Міці Накашімі та Юні Іто попереднього успіху. Сингл Міки «Hitoiro» посів п'яте місце у чарті «Oricon». Через два тижні після релізу Міка випустила свій перший і останній альбом «Кінець», якому вдалося посісти друге місце у тому ж чарті.
«Правда» Юни Іто (Рейра) посіла лише 10 місце у чарті «Oricon». Музичне відео до композиції було зняте у Шотландії і було використане як сцени фільму. Жоден реліз альбому не досягнув попереднього успіху Юно.

## Аніме
За сюжетом манґи було створено однойменне аніме студією «Madhouse» під керівництвом Моріо Асака. Анна Цучія виконала перший опенінг та третій енгдінг для Бласту. Співачка Олівія виконала другий опенінг та перший і другий ендінги для Трапнесту (Рейра Серізава). DVD вийшло у липні 2006.

### Саундтреки до аніме
- Відкриття (опенінги)

1. «Роза» (Анна Цучія для Бласту (Нана Осакі).
2. «Бажання» (Олівія для Трапнесту (Рейра Сарізава).
3. «Люсі» (Анна Цучія для Бласту (Нана Осакі).

- Закінчення (ендінги)

1. «Трохи білю» (Олівія для Трапнесту (Рейра Сарізава).
2. «Ніч без зірок» (Олівія для Трапнесту (Рейра Сарізава).
3. «Чорні сльози» («Kuroi Namida») (Анна Цучія для Бласту (Нана Осакі).
4. «Зимова сплячка» (Олівія для Трапнесту (Рейра Сарізава).
5. «Стій зі мною» ((Анна Цучія для Бласту (Нана Осакі).

### Альбоми
Так само, як і фільм, аніме допомогло двох молодим співачкам, Олівії Лафкін та Анні Цучії. Окрім їхніх записів до аніме, вони також випустили окремі альбоми з піснями, що звучать у «Нана». Альбоми, на жаль, не користувалися особливою популярністю. Олівія Лафкін представила альбом з піснями, записаними в аніме для Рейри, солістки Трапнесту. Альбом вийшов 28 лютого 2007 року і посів 22 місце у головному чарті Японії. Тоді ж співачка Анна Цучія представила свій альбом (записи для Бласту в аніме), котрий посів 16 місце.
Згодом дві співачки об'єдналися і в березні 2007 випустили спільний альбом під назвою «Nana Best».Він складається із 14 пісень, що звучать у аніме.

### Список серій
| Номер | Японська назва         | Українська назва                           | Дата трансляції     |
| ----- | ---------------------- | ------------------------------------------ | ------------------- |
| 01    | 序章. 奈々とナナ       | Пролог. Нана і Нана                        | 5 квітня 2006       |
| 02    | 恋?友情?奈々と章司     | Любов? Дружба? Нана і Шоджі                | 12 квітня 2006      |
| 03    | 奈々と章司、恋の行方   | Нана і Шоджі, поява кохання                | 19 квітня 2006      |
| 04    | 奈々の恋、ナナの夢     | Кохання Нана К., мрія Нана О.              | 26 квітня 2006      |
| 05    | レンの夢、ナナの思い   | Мрія Рена, думки Нана О.                   | 3 травня 2006       |
| 06    | 雪の上京!奈々とナナ    | Сніг у Токіо! Нана К. та Нана О.           | 10 травня 2006      |
| 07    | ヤス登場!707号室       | Поява Ясу. Кімната 707                     | 17 травня 2006      |
| 08    | いちごグラスと蓮の花   | Склянка з полуницями та квітка лотоса-Рена | 24 травня 2006      |
| 09    | ノブ上京!ナナの歌      | Нобу приїжджає у Токіо! Пісня Нана О.      | 31 травня 2004      |
| 10    | 美少年シン登場!        | Поява красеня Шіна!                        | 7 червня 2006       |
| 11    | 幸子、わざとだよ?      | Сачіко, ти зробила це навмисно?            | 14 червня 2006      |
| 12    | 急接近!章司と幸子      | Нове почуття. Шоджі та Сачіко              | 21 червня 2006      |
| 13    | 幸子の涙、章司の決心   | Сльози Сачіко, рішучість Шоджі             | 28 червня 2006      |
| 14    | 修羅場のファミレス     | Сімейний ресторан                          | 5 липня 2006        |
| 15    | ブラスト、初ライブ     | Перший концерт Бласту                      | 19 липня 2006       |
| 16    | ナナの恋の行方         | Пошуки любові                              | 26 липня 2006       |
| 17    | トラネス、ライヴ       | Концерт Трапнесту                          | 2 серпня липня 2006 |
| 18    | ハチの祈り、ナナの想い | Молитви Хачі, думки Нана                   | 9 серпня 2006       |
| 19    | ナナのごほうび         | Приз Нана                                  | 16 серпня 2006      |
| 20    | 急展開!ハチの運命      | Раптова зміна! Доля Хачі!                  | 23 серпня 2006      |
| 21    | スイートルームの夢     | Мрія у номері готелю                       | 30 серпня 2006      |
| 22    | 七夕の願い、ハチの恋   | Бажання сьомого липня, любов Хачі          | 13 вересня 2006     |
| 23    | 誰にも渡したくない     | Я не здамся                                | 20 вересня 2006     |
| 24    | 乱れるハチの心         | Хачі заплуталася                           | 27 вересня 2006     |
| 25    | 気まぐれで勝手な男     | Егоїст                                     | 1 жовтня 2006       |
| 26    | すれちがうハチとナナ   | Розрив між Хачі та Нана                    | 10 жовтня 2006      |
| 27    | ハチの欲しい未来       | Мрії Хачі про майбутнє                     | 18 жовтня 2006      |
| 28    | ハチとノブ、急接近     | Хачі та Нобу, Раптове кохання              | 25 жовтня 2006      |
| 29    | 愛情表現の問題         | Труднощі показати кохання                  | 1 листопада 2006    |
| 30    | 決壊ギリギリ、ナナの心 | Переломмний момент, серце Нана             | 8 листопада 2006    |
| 31    | ハチ子、妊娠           | Дитина Хачі, вагітність                    | 15 листопада 2006   |
| 32    | 繋いだ手を離さないで   | Не роз'єднуйте закоханих                   | 20 листопада 2006   |
| 33    | ハチの選択             | Вибір Хачі                                 | 29 листопада 2006   |
| 34    | 割れたいちごのグラス   | Розбита полуничка склянка                  | 6 грудня 2006       |
| 35    | レイラの孤独           | Самотність Рейри                           | 13 грудня 2006      |
| 36    | ブラスト新曲!!         | Нова пісня Бласту!!                        | 20 грудня 2006      |
| 37    | ハチ、シロガネーゼ     | Хачі, першокласна домогосподарка           | 17 січня 2007       |
| 38    | 運命の引き金           | Гра долі                                   | 24 січня 2007       |
| 39    | ハチ公、見てろよ       | Дивися, Хачіко                             | 31 січня 2007       |
| 40    | ブラスト、デビュー!    | Дебют Бласту!                              | 7 лютого 2007       |
| 41    | ブラスト合宿           | Бласт разом                                | 14 лютого 2007      |
| 42    | ナナ、突然の発作       | Раптовий страх Нана                        | 21 лютого 2007      |
| 43    | ブラスト、ゲリラライブ | Живий концерт Бласту                       | 28 лютого 2007      |
| 44    | ブラストVSトラネス     | Бласт проти Трапнесту                      | 7 березня 2007      |
| 45    | ブラストTV初出演       | Перший виступ Бласту на ТБ                 | 14 березня 2007     |
| 46    | 再会!ハチと章司        | Хачі та Шоджі - разом!                     | 21 березня 2007     |
| 47    | 花火大会、ハチとナナ   | Святкові вогні, Хачі та Нана.              | 28 березня 2007     |

## Цікаві факти
- Хачіко — ім'я собаки в Японії. Японською «хачі» означає «вісім», а «нана» — сім.
- Прізвища двох головних героїнь показують, хто з них був «дорослішим» — Ō (大) (Осакі Нана) означає великий. Ko (小) (Комацу Нана) означає малий.
- Назва гурту «Black Stones» походить від однойменних цигарок, які палив Ясу.
- В аніме відкрито показано логотипи деяких брендів, наприклад Apple Powerbook, MARSHALL.